# Diether IV. (Katzenelnbogen)

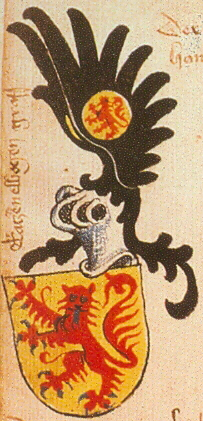
Wappen der Grafen von Katzenelnbogen um 1350

Diether IV. von Katzenelnbogen († 1245) war Graf von Katzenelnbogen von 1219 bis 1245.

## Familie
Er war der Sohn von Graf Diether III. von Katzenelnbogen und entweder der Bertha von Lichtenberg oder der Agnes von Neuenbaumberg. Mit dieser Verbindung entstand ein zweites katzenelenbogisches Machtzentrum südlich des Ursprungs der Familie an der Lahn.
Vor 1219 heiratete Diether IV. Hildegunde (ihre familiäre Herkunft ist nicht gesichert) und hatte mit ihr die Kinder:
- Diether V. Begründer der Älteren Linie († 1276)
- Eberhard I. Begründer der Jüngeren Linie († 1311)
- Adelheid († 1288) verheiratet mit Walram II. von Nassau
- Gerhard († 1279/80) Vizemeister des Schwertbrüderordens in Livland
- Heinrich († 1232)

1240 wurde der Schild der Katzenelnbogener, nach einem Siegel Diethers IV, erstmals bekannt. Ein steigender, herschauender Löwe, rot auf goldenen Umfeld, teils gekrönt, ist das Wappentier. Die Krone, die Klauen, Zunge, Augen und Ohren waren blau.

## Geschichte

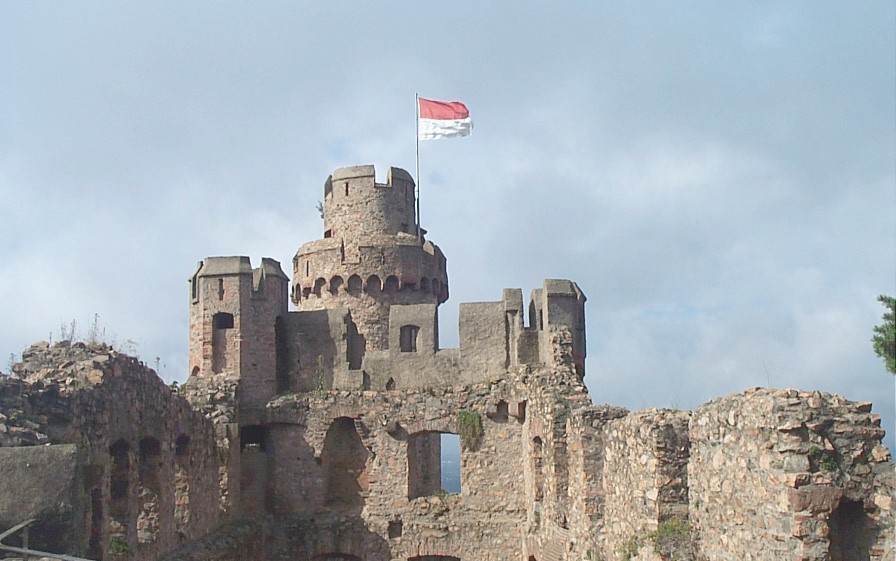
Schloss Auerbach

Diether IV. kehrte 1220 vom Kreuzzug von Damiette nach Hause zurück. 1222 wurden Besitzrechte der Katzenelnbogener um Darmstadt, Bessungen und Groß-Gerau herum als Würzburger Lehen bestätigt. Zum Schutz der katzenelnbogischen Besitztümer südlich des Mains und der wichtigen Verbindung zwischen Heidelberg und Frankfurt am Main entlang der Bergstraße begann Diether in dieser Zeit mit der Errichtung einer Hochburg, des späteren Auerbacher Schlosses. Zudem baute er Schloss Lichtenberg im Odenwald zu einem territorialpolitischen Mittelpunkt aus und nannte sich 1228 auf dem Landgericht in Heppenheim "Comes de Lichtenberg" (Graf von Lichtenberg).
Als 1232 der Mainzer Erzbischof Siegfried III. von Eppstein, von Kaiser Friedrich II. die Reichsabtei Lorsch erhielt und die Mark Heppenheim in einen mainzischen und einen pfälzischen Teil aufgeteilt wurde, sah sich Diether neuen Machtverhältnissen in der Region gegenüber.
Auf Diether IV. folgte dessen Sohn Diether V. als Graf von Katzenelnbogen nach, unter dem es zur endgültigen Teilung der katzenelenbogischen Besitzungen in die Niedergrafschaft an der Lahn, im Taunus und im Hunsrück sowie die Obergrafschaft kam, die sich aus Diethers Herrschaftsbereich entwickelte.